# Đỗ Thế Diên
Đỗ Thế Diên là một vị quan thời nhà Lý trong lịch sử Việt Nam.

## Quê quán
Người làng Cổ Liêu, huyện Đường Hào, tỉnh Hưng Yên. Nay là thôn Thanh Xá, xã Nghĩa Hiệp, huyện Yên Mỹ, tỉnh Hưng Yên. Tại quê hương có miếu thờ với tượng cổ của ông. Con cháu của cụ đã đến đời 25 trải dài từ Hưng Yên đến Thái Bình và khắp mọi miền tổ quốc.

## Sự nghiệp
Ông thi đỗ Trạng nguyên, năm Ất Tỵ niên hiệu Trinh Phù 10 (1185) đời Lý Cao Tông
Ông làm quan đến chức Triều nghị đại phu thủ nội thị sảnh, đồng tri quảng từ cung công sự kiêm phán thẩm hình viện, thượng trụ quốc.